# Clidomys osborni
Clidomys osborni är en utdöd gnagare som beskrevs av Anthony 1920. Clidomys osborni ingår i släktet Clidomys och familjen Heptaxodontidae. Inga underarter finns listade i Catalogue of Life.
Kvarlevor av arten hittades i grottor på Jamaica och det antas att den dog ut under pleistocen.
Anthony beskrev samtidig en annan mindre art med namnet Clidomys parvus. Efter upptäckten av ytterligare fossil antas numera att de mindre exemplaren är ungdjur av Clidomys osborni.
Clidomys osborni skiljer sig från andra medlemmar av samma familj i avvikande detaljer av tändernas konstruktion.